# Eumetriochroa hederae
Eumetriochroa hederae är en fjärilsart som beskrevs av Tosio Kumata 1998. Eumetriochroa hederae ingår i släktet Eumetriochroa och familjen styltmalar. Inga underarter finns listade i Catalogue of Life.